# Juliane Wilhelmine Bause
Juliane Wilhelmine Bause, née le 4 juillet 1768 à Leipzig et morte le 8 août 1837 dans la même ville, est une dessinatrice et graveuse sur cuivre et à l'eau-forte.

## Biographie
Juliane Wilhelmine Bause naît le 4 juillet 1768 à Leipzig. Elle est la fille cadette de Johann Friedrich Bause.
Elle grave avec goût et, très probablement, aide son père dans ses travaux. On cite d'elle : Essais de gravure à l'eau forte, suite de dix pièces dédiées à Mme la veuve Löhr, 1791; paysages d'après Bach, J. Both, Kobell, W. Hodges, Sachtleven, Wagner et Waterloo.
Elle est l'épouse du banquier Carl Eberhard Löhr à Leipzig.
Juliane Wilhelmine Bause meurt le 8 août 1837 dans sa ville natale.